# Mummucia dubia
Mummucia dubia är en spindeldjursart som beskrevs av Badcock 1932. Mummucia dubia ingår i släktet Mummucia och familjen Mummuciidae. Inga underarter finns listade i Catalogue of Life.